# Leptostylopsis argentatus
Leptostylopsis argentatus är en skalbaggsart som först beskrevs av Jacquelin du Val 1857.  Leptostylopsis argentatus ingår i släktet Leptostylopsis och familjen långhorningar.
Artens utbredningsområde är:
- Bahamas.
- Kuba.
- Haiti.

Inga underarter finns listade i Catalogue of Life.